# Revolutie van Ayutla
De Revolutie van Ayutla was een liberale revolutie in Mexico. Bij deze revolutie werd de dictator Antonio López de Santa Anna uit het zadel gestoten.
De revolutie begon op 1 maart 1854, met het inwerkingtreden van het plan van Ayutla. Dit plan was opgesteld door Ignacio Comonfort, Florencio Villareal en Juan Álvarez. Later sloten onder anderen Benito Juárez, Melchor Ocampo, Miguel en Sebastián Lerdo de Tejada, die vanwege Santa Anna's dictatuur naar New Orleans waren gevlucht, zich erbij aan. De revolutie begon in Guerrero aan de Pacifische kust en kreeg al snel steun van gouverneurs uit het hele land die het niet eens waren met het autoritaire en centralistische optreden van Santa Anna. Op 8 augustus 1855 was Santa Anna verjaagd. Álvarez werd de nieuwe president.
Het doel van de revolutionairen van Ayutla was het creëren van een liberale staat. Santa Anna had de grondwet buiten werking gesteld. De grondwet van 1824 werd sowieso al vaak genegeerd en was dus eigenlijk waardeloos. De liberalen wilden daarom een nieuwe grondwet geënt op de Amerikaanse grondwet van 1776 en de Spaanse van 1812. Sommigen beschouwden zich ook als opvolgers van de Franse Revolutionairen. De radicalere revolutionairen werden dan ook wel jakobijnen genoemd.
De periode die volgt op de Revolutie van Ayutla wordt de Reforma genoemd.